# كرناتك
كَرْنَاتَك (بالهندستانية: کرناٹک)، هي ولاية في جنوب غرب الهند. أُسست باسم ولاية ميسور في 1 نوفمبر 1956 مع إقرار قانون إعادة تنظيم الولايات ثم أعيد تسميتها باسم كرناتك في عام 1973. يحد الولاية بحر لكديف من الغرب وغوا من الشمال الغربي ومهاراشترة من الشمال وتلنكانة من الشمال الشرقي وأندرا برديش من الشرق وتاميل نادو من الجنوب الشرقي وكيرلة من الجنوب الغربي. بلغ عدد سكانها 61,130,704 نسمة في تعداد عام 2011 وهي ثامن أكبر ولاية من حيث عدد السكان وتنقسم إلى 31 مقاطعة. عاصمتها مدينة بنغالور والتي بتعداد 15.257.000 نسمة تعد رابع أكبر مدينة من حيث عدد السكان في الهند.
اقتصاد ولاية كرناتك واحد من أكبر اقتصادات الولايات في البلاد حيث بلغ الناتج المحلي الإجمالي لها 20.5 تريليون روبية هندية (260 مليار دولار أمريكي) ويبلغ نصيب الفرد من الناتج المحلي الإجمالي 305,000 روبية هندية (3800 دولار أمريكي). وفيها واحدة من أعلى معدلات النمو الاقتصادي مقارنة بالولايات الأخرى في البلاد فبلغ معدل النمو 9.5٪ في السنة المالية 2021-2022.  تُعرف عاصمة الولاية بنغالور باسم وادي السيليكون في الهند لمساهماتها الهائلة في قطاع تكنولوجيا المعلومات في البلاد. فتوجد 1973 شركة تعمل في قطاع تكنولوجيا المعلومات في الولاية اعتبارًا من عام 2007.
تبلغ مساحة الولاية 191,791 كـم2 (74,051 ميل2) أي 5.83% من إجمالي المساحة الجغرافية للهند. وهي سادس أكبر ولاية هندية من حيث المساحة. اللغة الكنادية هي اللغة الرسمية والأكثر انتشارًا في الولاية، وتوجد لغات أخرى مستخدمة مثل اللغة الأردية واللغة الكونكانية واللغة المراثية ولغة تولو واللغة التاميلية واللغة التيلوغوية واللغة المليالمية وKodava وبياري. في كرناتك أيضًا بعض القرى الوحيدة في الهند التي يتحدث سكانها اللغة السنسكريتية كلغة أم.
على الأغلب أن اسم كرناتك مشتق من الكلمات الكنادية كارو ونادو والتي تعني الأرض المرتفعة. هناك أيضًا تفسيرات مثل كارو نادو والتي تعني التربة السوداء الموجودة في منطقة بايالو سيمي بالولاية. استخدم البريطانيون كلمة كارناتيك وأحيانًا كارناتاك لوصف مناطق جنوب شبه جزيرة الهند الواقعة جنوب نهر كريشنا.

## التاريخ

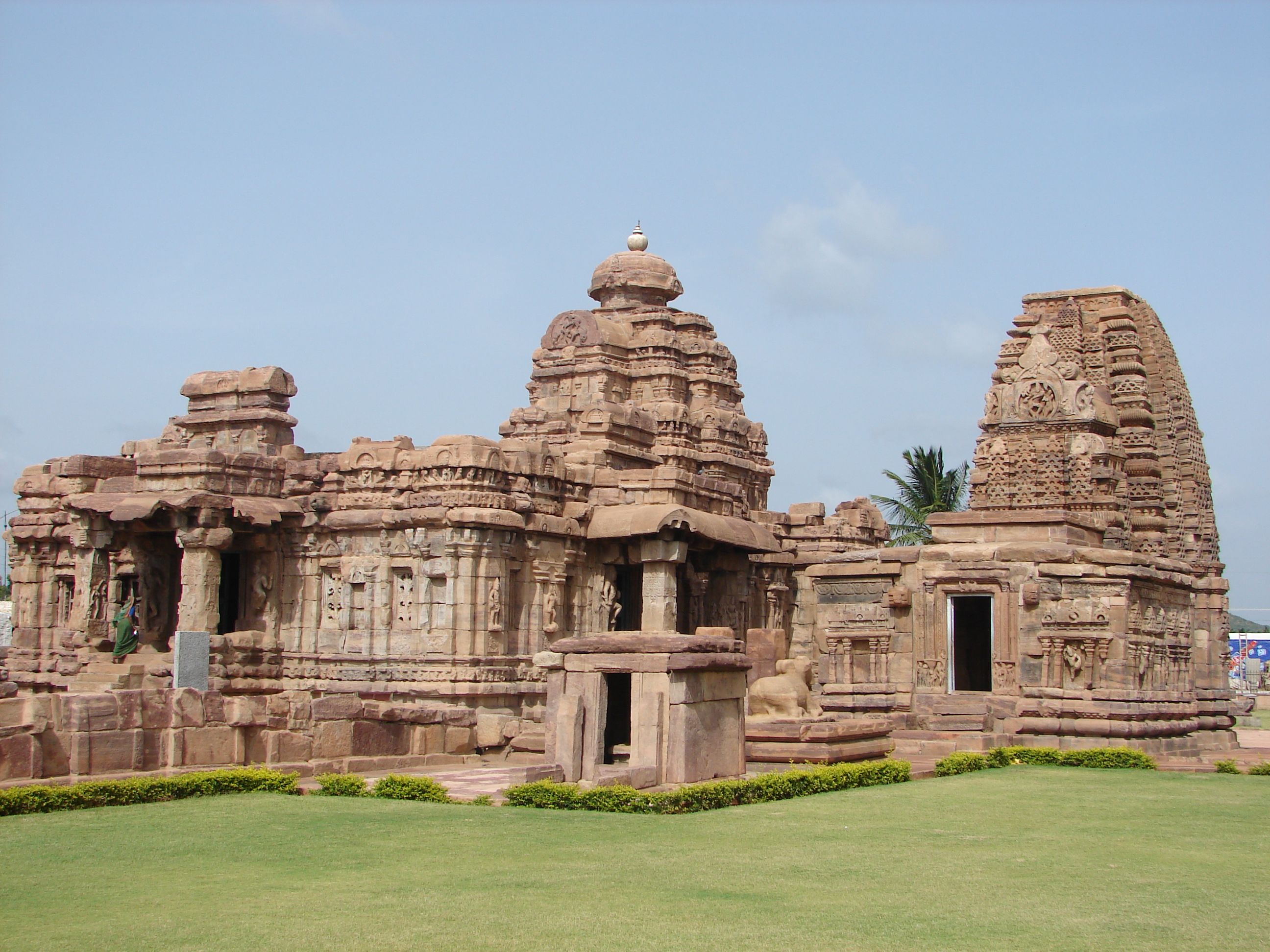
يعد معبد ماليكارجونا ومعبد كاشي فيشواناثا في باتاداكال، اللذان بناهما ملوك سلالة تشالوكيا الحاكمة وسلالة راشتراكوتا على التوالي، أحد مواقع التراث العالمي لليونسكو.

يعتقد أن الولاية سكنت في العصر الحجري القديم بناء على اكتشافات فؤوس حجرية وسواطير في المنطقة. كما عُثر على آثار من العصر الحجري الحديث في الولاية. عثر على ذهب في هارابا يعتقد أنه من مناجم كرناتك، وهو دليل على فرضية الاتصال بين كرناتك القديمة وحضارة وادي السند ق. 3300 قبل الميلاد.
كانت معظم ولاية كرناتك جزءًا من إمبراطورية ناندا في فترة ما قبل القرن الثالث قبل الميلاد ثم خضعت لحكم الإمبراطورية الماورية تحت حكم الإمبراطور أشوكا. تلا حكم ساتافاهانا المنطقة لأربعة قرون، بعد ضعفها ظهرت الممالك المحلية مثل سلالة كادامبا الحاكمة وسلالة غانغا الغربية أي أن المنطقة أصبحت كيان سياسي مستقل. أسس مايوراشارما سلالة كاداميا وكانت عاصمتها بانافاسي؛ وكانت تالاكاد عاصمة سلالة غانغا الغربية.
كانت تلك الممالك أيضًا أولى الممالك التي استخدمت اللغة الكنادية في الإدارة كما يتضح من نقش هالميدي والعملة النحاسية التي تعود إلى القرن الخامس والتي اكتشفت في بانافاسي. تبع ذلك حكم الإمبراطوريات الكانادية للمنطقة مثل بادامي تشالوكياس وإمبراطورية تشالوكيا الغربية حكمت كل تلك الممالك أجزاء كبيرة من هضبة الدكن من عواصمهم التي توجد ما يعرف الآن بولاية كرناتك. رعت إمبراطورية تشالوكيا الغربية أسلوبًا فريدًا من نوعه في الهندسة المعمارية والأدب الكانادي الذي أصبح مقدمة لفن هويسالا الذي سيزدهر في القرن الثاني عشر. احتلت إمبراطورية تشولا أجزاء من جنوب ولاية كرناتك الحالية في مطلع القرن الحادي عشر. تقاتلت قبيلتا تشولاس وهويسالا على المنطقة في أوائل القرن الثاني عشر والتي انتهت بفوز هويسالا.
حكمت سلالة هويسالا المنطقة في مطلع الألفية الأولى. ازدهر الأدب خلال هذه الفترة وظهرت أوزان أدبية كنادية مميزة وبنت السلالة المعابد والمنحوتات بأسلوب فيسارا المعماري. توسعت سلالة هويسالا حتى حكمت أجزاء صغيرة ولايتي أندرا براديش وتاميل نادو الحاليتين. أسس هاريهارا الأول وبوكا رايا إمبراطورية فيجاياناغارا في أوئل القرن الرابع عشر واتخذ هوساباتانا عاصمة له والواقعة على ضفاف نهر تونغابادرا في منطقة بيلاري الحديثة. تطور شكل متميز من الأدب والعمارة تحت حكم كريشنادفاريا. وقفت الإمبراطورية أمام تقدم المسلمين في جنوب الهند لأكثر من قرنين من الزمان. قام كيمبي جودا الأول زعيم إمبراطورية فيجاياناجارا في عام 1537 ببناء حصن ومدينة بالقرب منه باسم بنجالورو بيت والتي يعتقد أنها أساس مدينة بنغالرو الحديثة.
شهدت ولاية كرناتك وبقية جنوب الهند تحولًا جيوسياسيًا كبيرًا في عام 1595 عندما سقطت إمبراطورية فيجاياناجارا على يد سلطنة البهمنيون الإسلامية في معركة تاليكوتا. وسرعان ما سيطرت السلطنة العادل شاهية على منطقة الدكن بعد زوال سلطنة البهمنيون؛ ثم هزمهم مغول الهند وسيطروا على المنطقة في أواخر القرن السابع عشر. شجع حكام البهمنيون والعادل شاهية الأدب الأردي والفارسي وإحياء العمارة الهندية الساراكينوسية يعتبر كول كنبد أشهر المباني بذلك الأسلوب المعماري. هاجر الهندوس الكونكانيين إلى كرناتك في القرن السادس عشر كان معظمهم من سالسيت في جوا، بينما في القرنين السابع عشر والثامن عشر هاجر كاثوليك غوا إلى أوتارا كانادا وجنوب كانادا خاصة من بارديس جوا، بسبب نقص الغذاء والأوبئة والضرائب الباهظة التي فرضها البرتغاليون على غوا البرتغالية.
تبع ذلك جكم نظام حيدر أباد وإمبراطورية ماراثا والراج البريطاني لأجزاء من شمال ولاية كرناتك وقوى أخرى أصغر. في الجنوب كانت مملكة ميسور، التابعة السابقة لإمبراطورية فيجاياناجارا، مستقلة لفترة وجيزة. سيطر حيدر علي، القائد الأعلى لجيش ميسور، على المنطقة بعد وفاة كريشناراجا ووديار الثاني واعتلاء ابنه السلطان تيبو العرش. خاض حيدر علي ثم السلطن تيبو أربع حروب مهمة ضد الراج البريطاني في آخرها توفي السلطان تيبو ودُمجت ميسور في الهند البريطانية في عام 1799.ثم أصبحت مملكة ميسور ولاية أميرية متحالفة مع الهند البريطانية.
استفز مبدأ الهيمنة ‏ الولايات الأميرية ضد حكم الشركة حيث كان يعطيها الحق في ضم أي من الولايات الأميرية إليها، فقادت كيتور تشيناما، ملكة كيتور، وقائدها العسكري سانجولي رايانا وآخرون التمردات التي حدثت في مما يعرف الآن بولاية كرناتك في عام 1830. لكن استولت شركة الهند الشرقية على كيتور وضتمها حتى قبل أن يعلن اللورد دالهوزي هذا المبدأ رسميًا في عام 1848. تبع ذلك انتفاضات أخرى مثل تلك التي حدثت في سوبا وباجالكوت وشورابور ونارغوند ودانديلي - التي تزامنت مع ثورة الهند سنة 1857 - قاد تلك التمردات موندارجي بهيماراو وباسكار راو بهافي وهالاجالي بيدا، وراجا فينكاتابا ناياكا وآخرين. اكتسبت حركة الاستقلال زخما أكبر في القرن التاسع عشر. استمر كارناد ساداشيفا راو وألورو فينكاتا رايا وإس. نيجالينجابا وكينغال هانومانثايا ونيتور سرينيفاسا راو وآخرون النضال لأجل الاستقلال حتى أوائل القرن العشرين.
وقع المهراجا جاياتشاماراجيندرا ووديار على وثيقة انضمام لضم ولايته إلى الهند الجديدة بعد استقلال الهند عن بريطانيا. أصبحت ميسور ولاية هندية تحمل نفس الاسم في عام 1950 وشغل المهراجا السابق منصب راجبراموخ (رئيس الولاية) حتى عام 1975. دُمجت المناطق الناطقة بالكوداجوية والكنادية من ولايات مدراس وحيدر أباد وبومباي المجاورة في ولاية ميسور بعد مطالبات طويلة لحركة إيكيكارانا بموجب قانون إعادة تنظيم الولايات لعام 1956. أعيد تسمية من ميسور إلى كرناتك بعد سبعة عشر عامًا من إنشائها في 1 نوفمبر 1973. لعب أصحاب الرؤى الصناعية مثل السيرم. فيسفسفاريا دورًا مهمًا دور في تطوير القاعدة الصناعية في ولاية كرناتك في أوائل القرن العشرين وفي عصر ما بعد الاستقلال.

## الجغرافيا

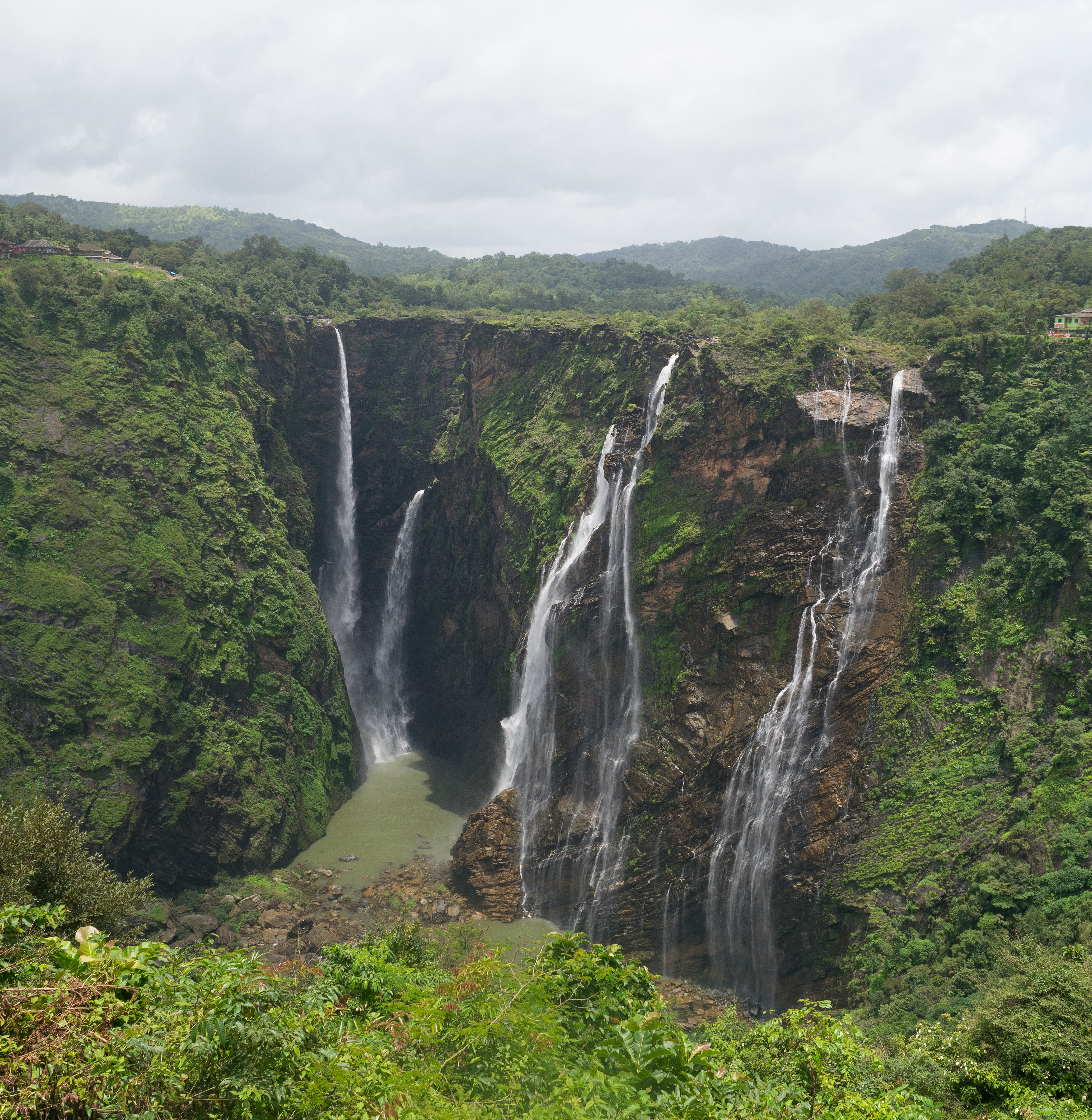
شلالات جوج ثاني أعلى شلال بالهند.

تتكون الولاية من ثلاث مناطق جغرافية رئيسية:
1. المنطقة الساحلية تتضمن كارافالي وتولو نادو
2. منطقة مالينادو الجبلية التي تضم منطقة الغات الغربية
3. منطقة بايالوسييم التي تضم سهول هضبة الدكن

يقع الجزء الأكبر من الولاية في منطقة بايالوسييم يعد الجزء الشمالي منها ثاني أكبر منطقة قاحلة في الهند. أعلى نقطة في ولاية كرناتك هي تلال مولاياناجيري في منطقة تشيكماغالور والتي يبلغ ارتفاعها 1,925 م (6,316 قدم). يوجد بالولاية حوضان رئيسيان هما حوض نهر كريشنا وروافده نهر بهيما وغاتابرابها وفيدافاثي ومالابرابها وتونغابهادرا في شمال كرناتك، وننهر كافيري وروافده هيمافاتي وشيمشا وأركافاتي ولاكشمانا ثيرثا وكابيني في جنوب الولاية.
في ولاية كرناتك من أربعة أنواع رئيسية من التكوينات الجيولوجية أولها الطبقة الأركية المكونة من صخور درواد والنايس الجرانيتية ، والتكوينات الرسوبية غير المتحجرة من الدهر السحيق في سلسلة كالادجي وبهيما، والترابين والرواسب الغرينية. تشكلت الأغطية اللاتريتية الموجودة في العديد من المناطق فوق مصاطب الدكن بعد توقف النشاط البركاني في أوائل العصر الثالث. توجد في الولاية إحدى عشرة مجموعة من أنواع التربة. بالنسبة للزراعة تنقسم أنواع التربة إلى ستة أنواع هي التربة الحمراء واللاتريتية والسوداء والطميية الغرينية وتربة الغابات والتربة الساحلية.
حوالي 38,284 كـم2 (14,782 ميل2) من ولاية كرناتك (أي 16% من المساحة الجغرافية للولاية) مغطاة بالغابات.. تصنف الغابات إلى غابات محمية وغير محمية وغابات قروية وخاصة. نسبة مساحة الغابات أقل بقليل من المتوسط الهندي البالغ حوالي 23%، وأقل بكثير من 33% التي تنص عليها سياسة الغابات الوطنية.

### المناخ
يمتد الشتاء في الولاية في شهري يناير وفبراير يتبعه الصيف في فترة مارس ومايو ثم موسم الرياح الموسمية بين يونيو وسبتمبر وموسم ما بعد الرياح الموسمية من أكتوبر حتى ديسمبر. من الناحية الجوية ، تنقسم ولاية كرناتك إلى ثلاث مناطق - الساحلية والداخلية الشمالية والداخلية الجنوبية. تتلقى المنطقة الساحلية أمطار غزيرة أكثر من بقية المناطق حيث يبلغ متوسط هطول الأمطار حوالي 3,638.5 مـم (143 بوصة) سنويًا وهو ما يزيد بكثير عن متوسط الولاية البالغ 1,139 مـم (45 بوصة). أما أقلها في عام 2014 فهي كوكالي في سيرسي تالوكا في منطقة أوتارا كانادا 8746 ملم (344 بوصة) من الأمطار. تعد أغومبي في ثيرتهالي تالوكا وهوليكال في هوساناجارا تالوكا في منطقة شيموجا من أكثر المناطق هطولًا للأمطار في ولاية كارنات وهي واحدة من أكثر المناطق رطوبة في العالم.
من المتوقع أن ترتفع درجة حرارة الولاية بشكل عام حوالي 2.0 °م (4 °ف) بحلول عام 2030. ومن المتوقع أن تقل كمية أمطار الرياح الموسمية، وهو ما سيؤثر بقوة على الزراعة في الولاية التي تعتمد في الغالب على مياه الأمطار. أعلى درجة حرارة مسجلة فيها كانت 45.6 °م (114 °ف) في منطقة رايشورو وأدنى درجة حرارة مسجلة كانت 2.8 °م (37 °ف) في منطقة بيدار.

### النباتات والحيوانات

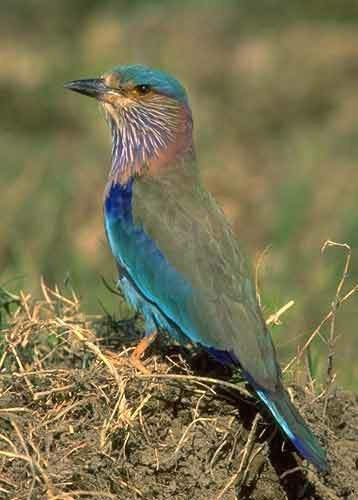
طائر الولاية Indian roller

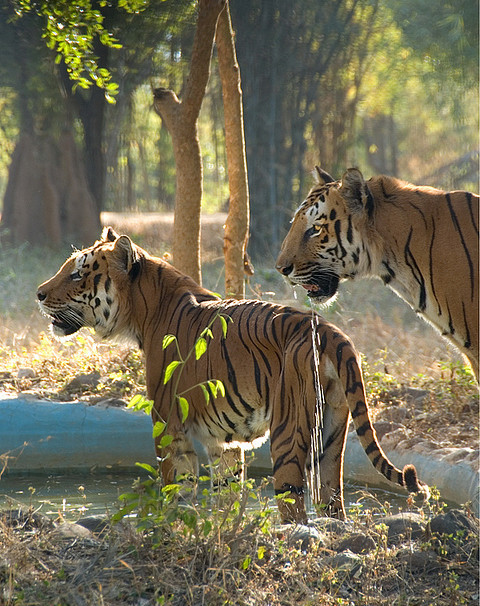
نمر بنغالي في حديقة بانرغاتا الوطنية بالقرب من بنغالور

كرناتك هي موطن لمجموعة متنوعة من الحيوانات البرية. تبلغ مساحة الغابات المحمية فيها 38,720 كـم2 (14,950 ميل2) أي 12.3٪ من إجمالي المساحة الجغرافية للولاية. يعيش فيها 25% من الفيلة و10% من النمور في الهند. العديد من مناطق الولاية لم تستكشف بعد لذا تكتشف أنواع جديدة بها دوريًا. تعد منطقة الغات الغربية التي تشمل غرب الولاية بؤرة التنوع الحيوي. أدرج متنزهي بانديبور وناغارهول الوطنيين في محمية نيلجيري للمحيط الحيوي لليونسكو في عام 1986. يوجد في ولاية كرناتك خمس حدائق وطنية هي أنشي وبانديبور و بانرغاتا وكودريموخ وناغارهولي. كما أن بها 27 محمية للحياة البرية سبعة منها محميات للطيور.
تشمل الحيوانات البرية الموجودة في الولاية فيل آسيوي ولببر والنمر والغور والصمبر والأيل الأرقط ومنتجق هندي ومكاك مقلنس ولوريس أحمر نحيل وزباد النخيل الآسيوي وزبادة ملقة والدب الكسلان والدول والضباع المخططة وثعلب البنغال وابن آوى الذهبي. من بعض الطيور الموجودة هناك أبو قرن عملاق والMalabar pied hornbill والفم الضفدع السريلانكي ومالك الحزين والبط والنسور والصقور وسمان العالم القديم والحجل والطيطاوات ودجاج الأرض والدرة والواقواق والبوم والسبدية والسمامية والرفرافيات والمونياs. الحياة البرية في ولاية كرناتك مهددة بالصيد الجائر وتدمير الموائل والصراع بين الإنسان والحياة البرية والتلوث.

## السكان
بلغ إجمالي عدد سكان ولاية كرناتك 61,095,297 نسمة، منهم 30,966,657 (50.7%) ذكور و30,128,640 (49.3%) إناث، أو 1000 ذكر لكل 973 أنثى في تعداد 2011. ويمثل هذا زيادة بنسبة 15.60% عن عدد السكان في عام 2001. وكانت الكثافة السكانية 319 لكل كيلومتر مربع، ويعيش 38.67% من السكان في المناطق الحضرية. بلغ معدل معرفة القراءة والكتابة 75.36%، وكان 82.47% من الذكور و68.08% من الإناث متعلمين.
بلغ معدل المواليد في الولاية 2.2%، ومعدل الوفيات 0.7%، ومعدل وفيات الرضع 5.5%، ومعدل وفيات الأمهات 0.2%. وكان معدل الخصوبة الإجمالي 2.2 في عام 2007.
تعد الرعاية الصحية المتخصصة في القطاع الخاص في كرناتك من الأفضل في العالم. في ولاية كرناتك أيضًا قدرًا من خدمات الصحة العامة التي تتميز في مجال الرعاية الصحية ورعاية الأطفال مقارنة بمعظم الولايات الأخرى في الهند. وعلى الرغم من هذا التقدم لا تزال بعض مناطق الولاية تعاني من نقص الرعاية الصحية الأولية.

### المدن الكبرى
| الرتبة | المقاطعة              | المدينة          | عدد السكان (2011) |
| ------ | --------------------- | ---------------- | ----------------- |
| 1      | بنغالور منطقة الحضرية | بنغالور          | 10,456,000        |
| 2      | منطقة دهرواد          | Hubballi–Dharwad | 943,857           |
| 3      | منطقة ميسور           | ميسور            | 920,550           |
| 4      | منطقة بلجاوم          | بلجاوم           | 610,350           |
| 5      | منطقة جولبارجا        | كلبركة           | 543,147           |
| 6      | داكشينا الكانادا      | مانغلور          | 484,785           |
| 7      | منطقة دفانجاري        | Davanagere       | 435,128           |
| 8      | منطقة بلري            | Bellary          | 409,444           |
| 9      | Bijapur               | بيجابور          | 330,143           |
| 10     | منطقة شيموجا          | شيموغا ‏          | 322,650           |
| 11     | منطقة تومكور          | تومكور ‏          | 305,821           |

### الدين

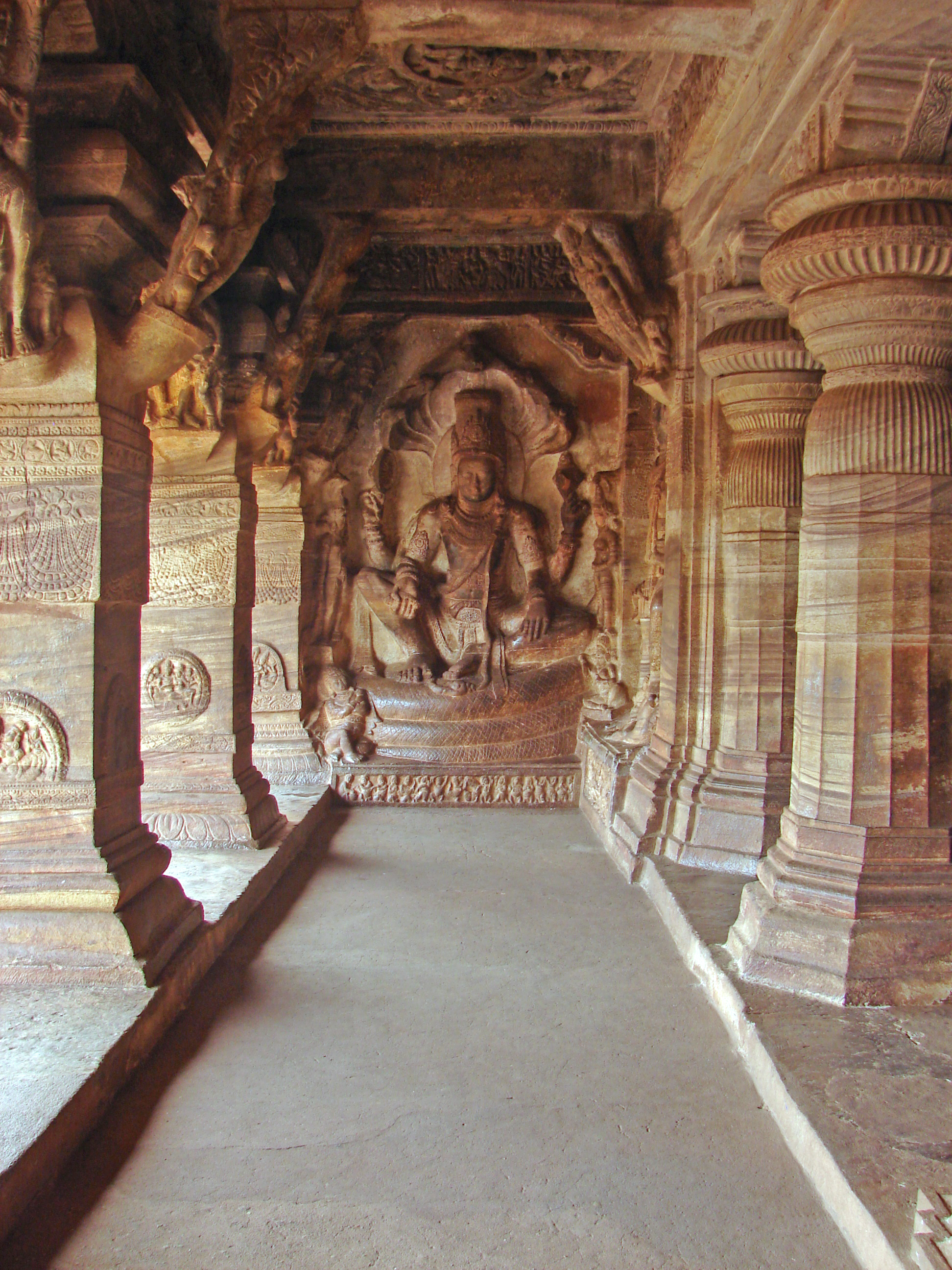
تمثال لفيشنو في معابد كهف بادامي رقم 3. الكهوف مثال على العمارة الهندية المنحوتة في الصخر.

أغلبية سكان الولاية هندوس بنسبة 84% يتبعهم المسلمون بنسبة 12.92% ثم المسيحية (1.87%) والجاينية (0,72%) والبوذية (0.16%) والسيخية (0.05).
وصل الإسلام إلى الساحل الغربي للهند في بدايات القرن العاشر ودخل الولاية مع حكم السلطنة البهمنية والسلطة العادل شاهية للولاية. دخلت المسيحية إلى الولاية في القرن السادس عشر مع وصول البرتغاليين والقديس فرنسيس كسفاريوس عام 1545.

### اللغات
لغات كارناتكا (تعداد الهند 2011 ‏)

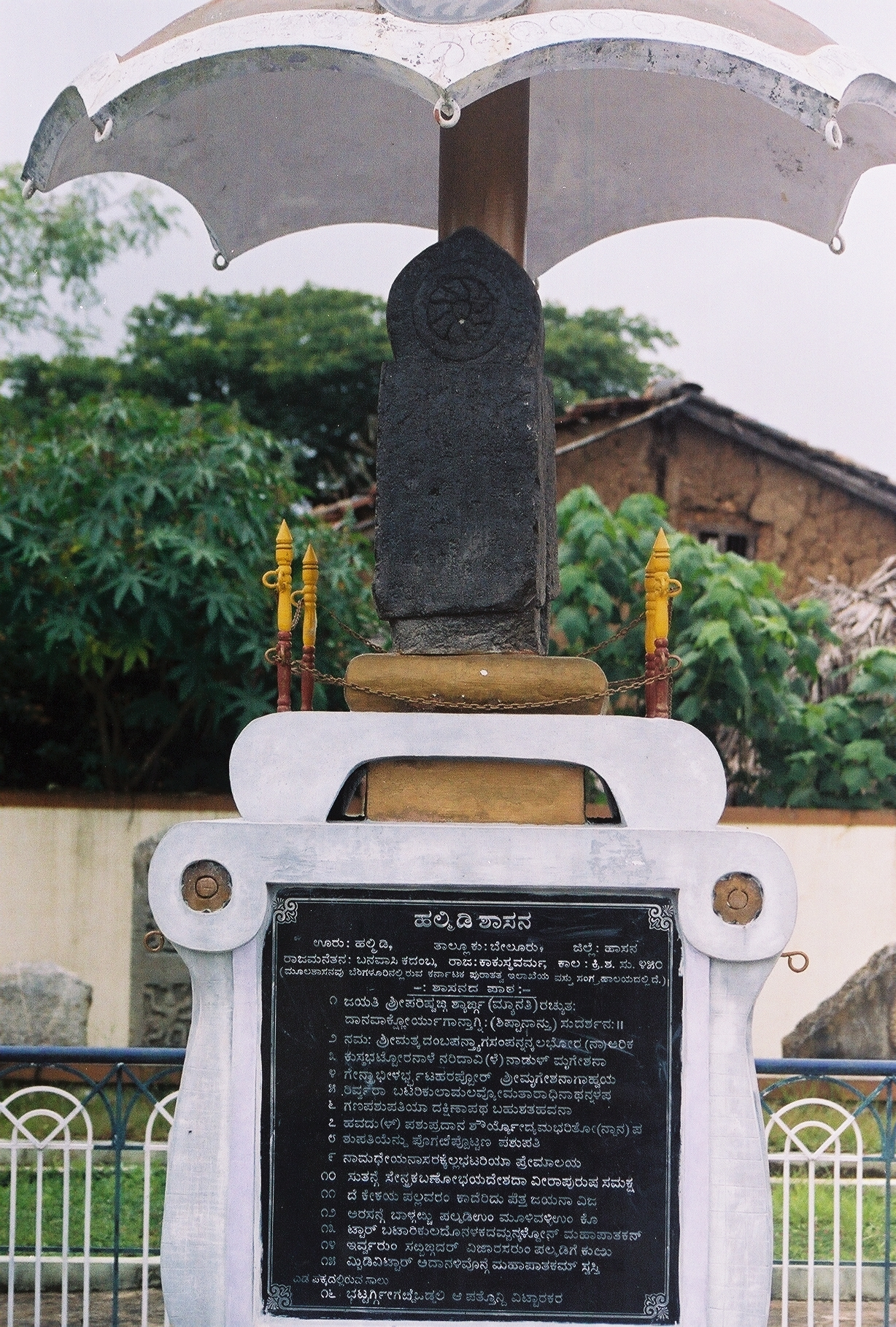
نقش هالميدي (450 م) هو أقدم نقش موثق باللغة الكنادية.

اللغة الكنادية هي اللغة الرسمية لولاية كرناتك باعتبارها اللغة الأم لـ 66.46% من سكانها في عام 2011 وهي إحدى اللغات الكلاسيكية في الهند. ثاني أكبر اللغات فيها هي اللغة الأردية التي يتحدث بها 10.83% من السكان وهي لغة المسلمين بشكل أساسي. يتبعهم اللغة التيلوغوية (5.84٪) وهي لغة أم في المناطق المتاخمة لولاية أندرا برديش وكذلك بنغالور ثم اللغة التاميلية (3.45٪) وهي لغة رسمية في بنغالور وفي منطقة كولار. يتحدث باللغة المراثية (3.29٪) في مناطق أوتارا كانادا وبلجاوم وبيدار المتاخمة لولاية مهاراشترة واللامبادية التي يتحدث بها اللامباديين المنتشرين في جميع أنحاء شمال الولاية ويتحدث باللغة الهندية في بنغالور. أما اللغات الأخرى فهي التولو (2.61%)، والكونكانية (1.29%)، والمالايالامية (1.27%).
لغة التولو هي لغة الأغلبية في منطقة داكشينا الكانادية الساحلية وهي ثاني أكثر اللغات تحدثًا في منطقة أودوبي لدرجة أن المنطقة تعرف باسم تولو نادو. يتحدث باللغة الكونكانية في الغالب في مقاطعتي أوتارا كانادا وداكشينا كانادا وفي أجزاء من أودوبي، تستخدم الكونكانية النص الديوناكري (وهو رسمي)/نص الكنادية (اختياري) للكتابة كما حددتها حكومة كرناتك.
يتحدث سكان كودافا في منطقة كوداجو لغة كودافا تاك. كانت كوداجو ولاية منفصلة وكان لها رئيس وزرائها ومجلس وزرائها حتى عام 1956، تنقسم تلك اللغة إلى لغة منديل تاكا الشمالية ولغة كيغااتي تاكا الجنوبية. ترعي الهيئات الحكومية وشبه الحكومية لغات الولاية وتروج لها فتتولى كل من Kannada Sahitya Parishat وKannada Sahitya Akademi مسؤولية الترويج للغة الكنادية، في حين تقوم أكاديمية Karnataka Konkani Sahitya Akademi وTulu Sahitya Akademi وKodava Sahitya Akademi بالترويج للغاتهم الخاصة.

## الحكومة والإدارة

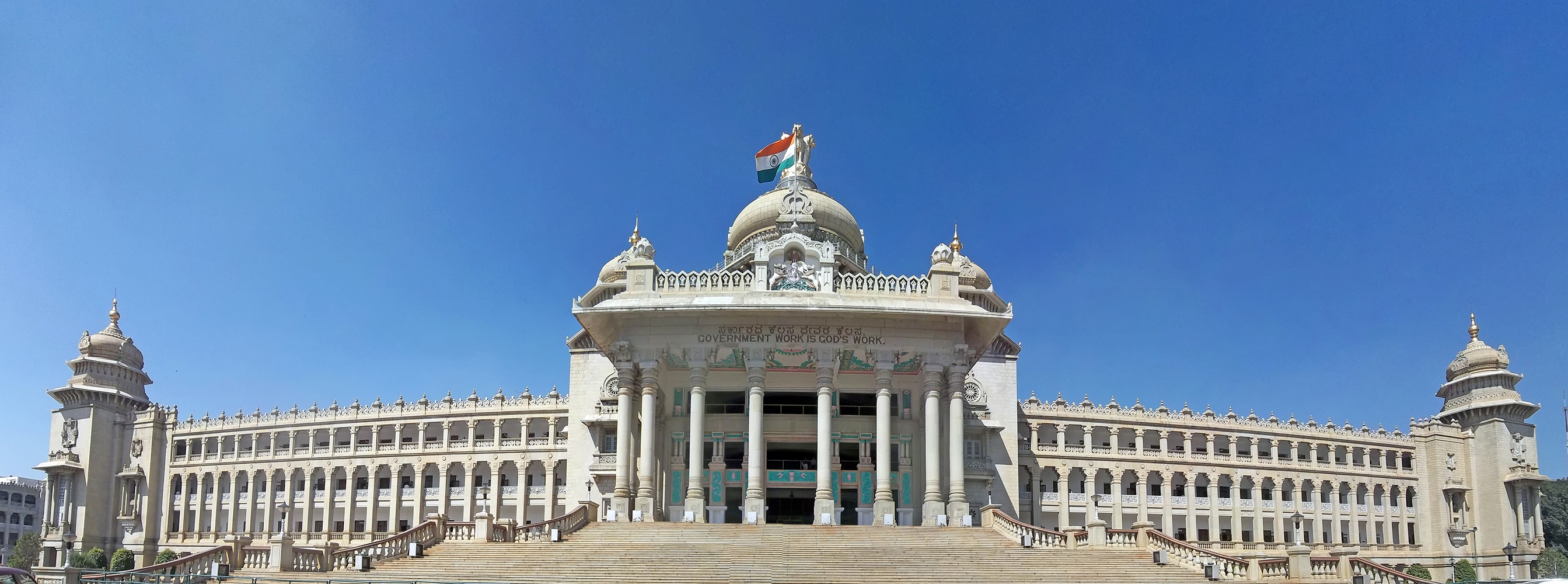
مقر الجمعية التشريعية للولاية في بنغالور.

نظام الحكم في الولاية برلماني بغرفتين هما الجمعية التشريعية والمجلس التشريعي. تتألف الجمعية التشريعية من 224 عضوا يتنخبون لمدة خمس سنوات. أما المجلس التشريعي فهو هيئة دائمة تتألف 75 عضوًا ويتقاعد ثلثهم (25 عضوًا) كل عامين.
يرأس حكومة كرناتك رئيس الوزراء الذي يختاره أعضاء حزب الأغلبية في الجمعية التشريعية. يتولى رئيس الوزراء إلى جانب مجلس الوزراء الأعمال التشريعية ومعظم السلطات التنفيذية. لكن دستوريًا فحاكم الولاية هو رئيس الولاية الذي يعينه رئيس الهند لمدة خمس سنوات بناءً على نصيحة حكومة الاتحاد. ينتخب شعب كرناتك أيضًا 28 عضو في لوك سابها (مجلس النواب الهندي).
يهيمن على السياسة في ولاية كرناتك ثلاثة أحزاب سياسية: المؤتمر الوطني الهندي وجاناتا دال (العلماني) وحزب بهاراتيا جاناتا. لعب السياسيون من ولاية كرناتك أدوارًا بارزة في الحكومة الفيدرالية الهندية حيث شغل بعضهم مناصب رفيعة مثل رئاسة الوزراء ونائب الرئيس. تطالب ولاية كرناتك بمقاطعتي كاساراجود ومقاطعة سولابور وتطالب ولاية مهاراشترة بمنطقة بيلاجافي.

### التقسيم الإداري
تقسم ولاية كرناتك إداريًا إلى أربعة أقسام للإيرادات و49 قسم فرعي و31 منطقة و175 تعلقة و745 دائرة إيرادات.
| الرتبة | المنطقة            | العاصمة | الرتبة | المقاطعة              | العاصمة         |
| ------ | ------------------ | ------- | ------ | --------------------- | --------------- |
| 1      | Kitturu Karnataka ‏ | بلجاوم  | 1      | منطقة باجالكوت        | باغالاكوت ‏      |
| 1      | Kitturu Karnataka ‏ | بلجاوم  | 2      | منطقة بلجاوم          | بلجاوم          |
| 1      | Kitturu Karnataka ‏ | بلجاوم  | 3      | منطقة دهرواد          | دهرواد ‏         |
| 1      | Kitturu Karnataka ‏ | بلجاوم  | 4      | منطقة جاداج           | Gadag-Betageri  |
| 1      | Kitturu Karnataka ‏ | بلجاوم  | 5      | منطقة هافري           | Haveri          |
| 1      | Kitturu Karnataka ‏ | بلجاوم  | 6      | أوتارا كانادا         | كروار           |
| 1      | Kitturu Karnataka ‏ | بلجاوم  | 7      | Bijapur               | بيجابور (الهند) |
| 2      | Bangalore          | بنغالور | 8      | بنغالور منطقة الحضرية | بنغالور         |
| 2      | Bangalore          | بنغالور | 9      | بنغالور منطقة الريف   | بنغالور         |
| 2      | Bangalore          | بنغالور | 10     | منطقة شيكابالابور     | Chikkaballapur  |
| 2      | Bangalore          | بنغالور | 11     | منطقة شيترادورجا      | Chitradurga     |
| 2      | Bangalore          | بنغالور | 12     | منطقة دفانجاري        | Davanagere      |
| 2      | Bangalore          | بنغالور | 13     | منطقة كولار           | Kolar           |
| 2      | Bangalore          | بنغالور | 14     | منطقة رامانجارا       | Ramanagara      |
| 2      | Bangalore          | بنغالور | 15     | منطقة شيموجا          | شيموغا ‏         |
| 2      | Bangalore          | بنغالور | 16     | منطقة تومكور          | تومكور ‏         |
| 3      | Kalyana Karnataka ‏ | كلبركة  | 17     | منطقة بلري            | Bellary         |
| 3      | Kalyana Karnataka ‏ | كلبركة  | 18     | منطقة بيدار           | Bidar           |
| 3      | Kalyana Karnataka ‏ | كلبركة  | 19     | منطقة جولبارجا        | كلبركة          |
| 3      | Kalyana Karnataka ‏ | كلبركة  | 20     | منطقة كوبال           | Koppal          |
| 3      | Kalyana Karnataka ‏ | كلبركة  | 21     | منطقة رايشور          | ريتشور ‏         |
| 3      | Kalyana Karnataka ‏ | كلبركة  | 22     | منطقة يادجير          | Yadagiri        |
| 3      | Kalyana Karnataka ‏ | كلبركة  | 23     | Vijayanagara          | Hospet          |
| 4      | Mysore             | ميسور   | 24     | منطقة تشاماراجاناجار  | Chamarajanagar  |
| 4      | Mysore             | ميسور   | 25     | منطقة شيكماجالور      | شيكماجالور      |
| 4      | Mysore             | ميسور   | 26     | داكشينا الكانادا      | مانغلور         |
| 4      | Mysore             | ميسور   | 27     | منطقة حسن             | Hassan          |
| 4      | Mysore             | ميسور   | 28     | كوداجو                | Madikeri        |
| 4      | Mysore             | ميسور   | 29     | منطقة مانديا          | Mandya          |
| 4      | Mysore             | ميسور   | 30     | منطقة ميسور           | ميسور           |
| 4      | Mysore             | ميسور   | 31     | منطقة أودوبي          | أودوبي          |

## الاقتصاد

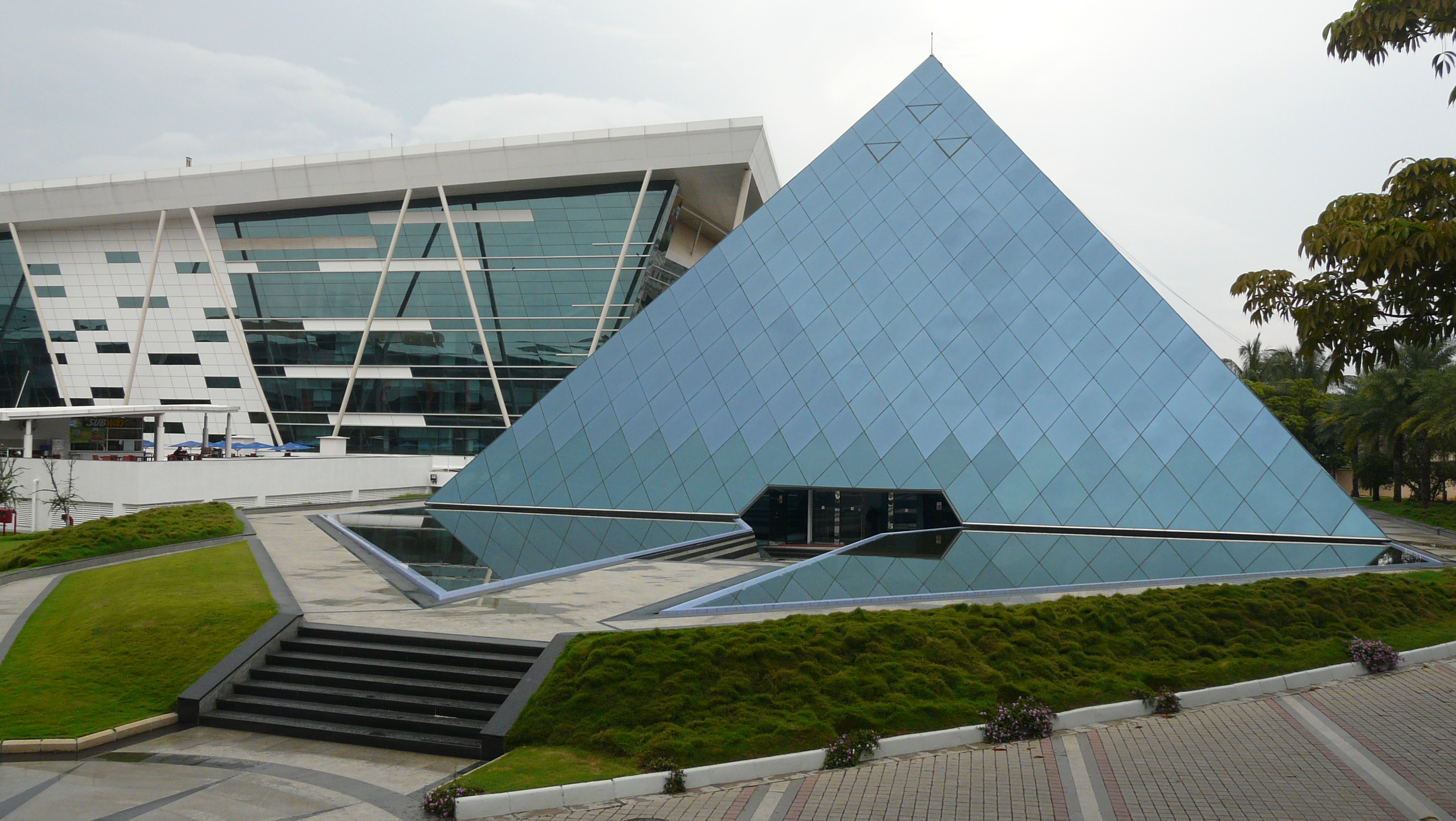
شركة إنفوسيس لتقانة المعلومات مقرها بنغالور

يقدر الناتج المحلي الإجمالي للولاية بحوالي 115.86 مليار دولار أمريكي في السنة المالية 2014-2015. سجلت الولاية معدل نمو قدره 7% للعام 2014-2015. بلغت مساهمة الولاية 7.54% في الناتج المحلي الإجمالي الهندي في عام 2014-2015. يحتل اقتصاد الولاية المركز السادس بين جميع الولايات والأقاليم الاتحادية. بلغ معدل البطالة في ولاية كرناتك 1.8% مقارنة بالمعدل الوطني البالغ 4.9% في مسح التوظيف الذي أجري للعام 2013-2014. قُدر معدل الفقر في الولاية بـ 20.91% مقارنة مع النسبة الوطنية البالغة 21.92% في العام المالي 2011-2012.
يعمل ما يقرب من 56٪ من القوى العاملة في القطاع الزراعي والأنشطة المرتبطة به. يزرع في الولاية 12.31 مليون هكتار من الأراضي أو 64.6% من إجمالي مساحة الولاية. يعتمد جزء كبير من الأراضي على الرياح الموسمية الجنوبية الغربية حيث تعتمد 26.5% فقط من المساحة المزروعة على أنظمة الري. تزرع الولاية 18.000 هكتار من الزهور وهي صناعة ناشئة.
بدأت الولاية أيضًا في الاستثمار بكثافة في مجال الطاقة الشمسية خاصة في مجمع بافاجادا للطاقة الشمسية. قامت الولاية بتركيب ما يقدر بـ 2.2 جيجاوات من الألواح الشمسية في ديسمبر 2017 وأعلنت الحكومة في يناير 2018 عن مناقصة لتوليد 1.2 جيجاوات أخرى في السنوات القادمة.
برزت الولاية منذ الثمانينيات كمركز لتكنولوجيا المعلومات في البلاد. كان هناك ما يقرب من 2000 شركة تعمل في ولاية في عام 2007. يوجد المقر الرئيس لشركتي إنفوسيس وويبرو أحد أكبر شركات البرمجيات في الهند في الولاية. تجاوزت صادرات هذه الشركات 500 مليار روبية هندية (تعادل 870 مليار أو 14 مليار دولار أمريكي في 2025) في 2006-2007، وهو ما يمثل ما يقرب من 38% من إجمالي صادرات تكنولوجيا المعلومات من الهند. تلال ناندي في ضواحي ديفاناهالي هي موقع منطقة بيال للاستثمار في تكنولوجيا المعلومات التي بلغت قيمة الاستثمارات فيها 22 مليار دولار وهي واحدة من أكبر مشاريع البنية التحتية في تاريخ ولاية كرناتك. كل هذا أكسب عاصمة الولاية بنغالور لقب وادي السيليكون في الهند. الولاية هي أكبر مركز للتقنية الحيوية في البلاد حيث يوجد فيها 60% من شركات التقنية الحيوية.
نشأت سبعة من بنوك الهند الكبرى وهي بنك كانارا وبنك النقابة وبنك المؤسسة وبنك فيجايا وبنك كرناتك وبنك إن جي فيسيا وبنك ولاية ميسور في هذه الولاية. يوجد في المناطق الساحلية في أودوبي وداكشينا كانادا فرع بنك لكل 500 شخص وهو أعلى معدل كثافة للبنوك في الهند. يقع المقر الرئيسي لأغلبية صناعة الحرير في الهند في الولاية ومعظمه في دودابالابورا في منطقة بنغالور الريفية وتعتزم حكومة الولاية استثمار 700 مليون روبية هندية (تعادل 860 مليون أو 14 مليون دولار أمريكي في 2025) في مدينة الحرير في Muddenahalli.

## النقل

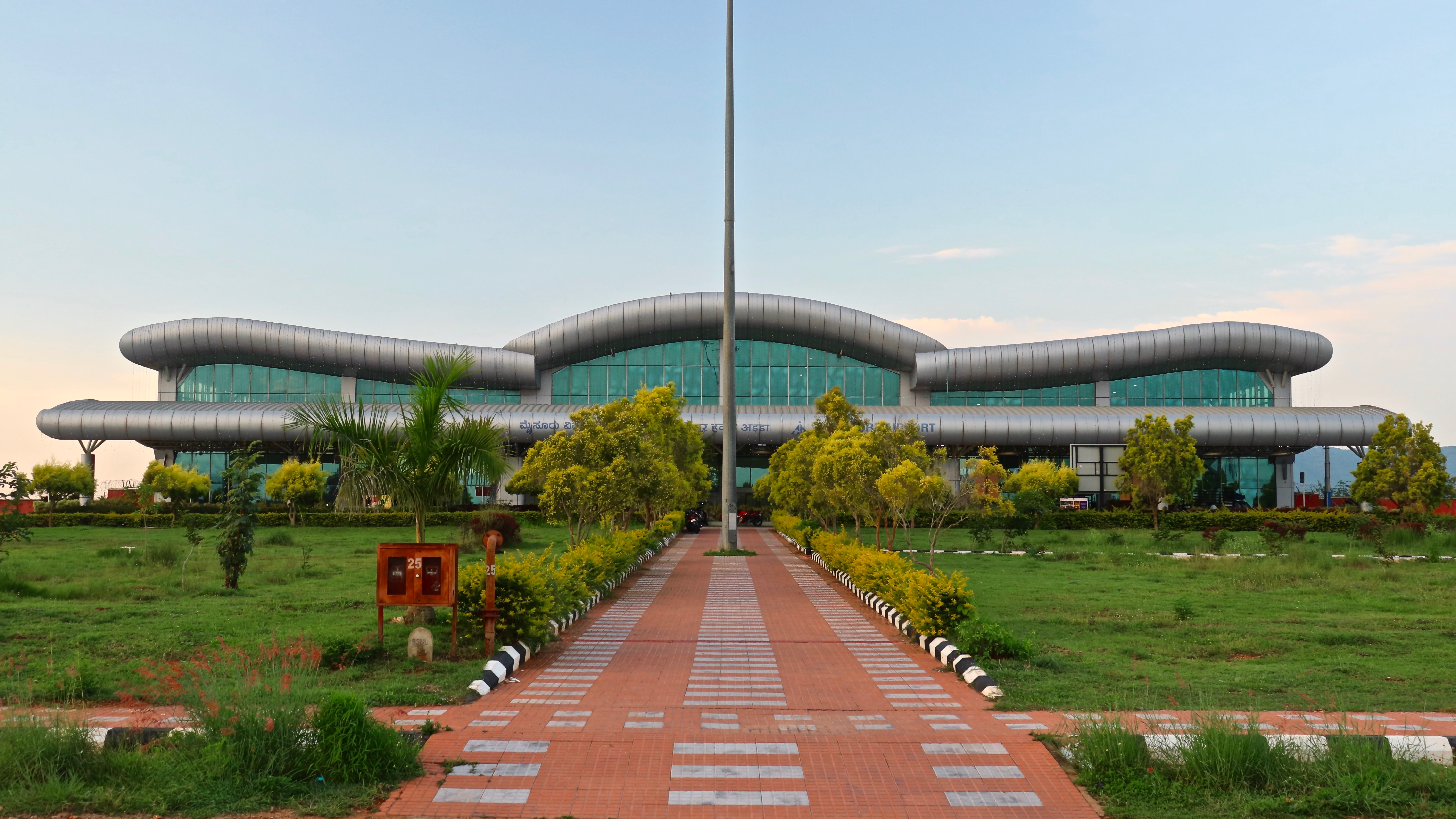
مطار ميسور

قطاع النقل الجوي في الولاية قطاع نامي سريع التوسع. يوجد في كرناتك مطارات دولية في بنغالور ومانغالور ومطارات محلية في بلجاوم وهوبلي وهامبي وبيلاري وجولبارجا وميسور. من المخطط بناء مطارين في شيموجا وبيجابور.
يبلغ الطول الإجمالي لشبكة السكة الحديد في الولاية حوالي 3,089 كـم (1,919 ميل). أغلب سكك حديد الولاية يوجد ضمن منطقة السكك الحديدية الجنوبية الغربية والتي أنشئت في عام 2003 لها ثلاث مقرات في بنغالور وميسور وهوبلي. بقية السكك الحديد تقع ضمن منطقة السكك الحديدية الجنوبية ومنطقة كونكان للسكك الحديدية.
يوجد في كرناتك 11 ميناء أهمهم ميناء مانجالور الجديد الذي أسس في 4 مايو 1974 ليصبح الميناء الرئيسي التاسع في الهند. تعامل هذا الميناء مع 32.04 مليون طن من حركة المرور في السنة المالية 2006-2007 منها 17.92 مليون طن من الواردات و14.12 مليون طن من الصادرات. كما قام الميناء بمناولة 1015 سفينة منها 18 سفينة سياحية في العام 2006-2007. يمكن للأجانب دخول مانجالور عبر ميناء مانجالور الجديد بالتأشيرة الإلكترونية. تصل السفن السياحية من أوروبا وأمريكا الشمالية والإمارات العربية المتحدة إلى ميناء مانجالور الجديد لزيارة الأماكن السياحية في الولاية. حاليا يعد ميناء مانجالور من بين الموانئ الأربعة الرئيسية في الهند التي تستقبل أكثر من 25 سفينة سياحية دولية كل عام.
يبلغ إجمالي طول الطرق السريعة الوطنية في الولاية 3,973 كـم (2,469 ميل) السريعة الحكومية في ولاية كرناتك 9,829 كـم (6,107 ميل). تنقل شركات النقل الحكومية ما متوسطه 2.2 مليون مسافر يوميًا ويعمل فيها حوالي 25000 شخص.

## التعليم

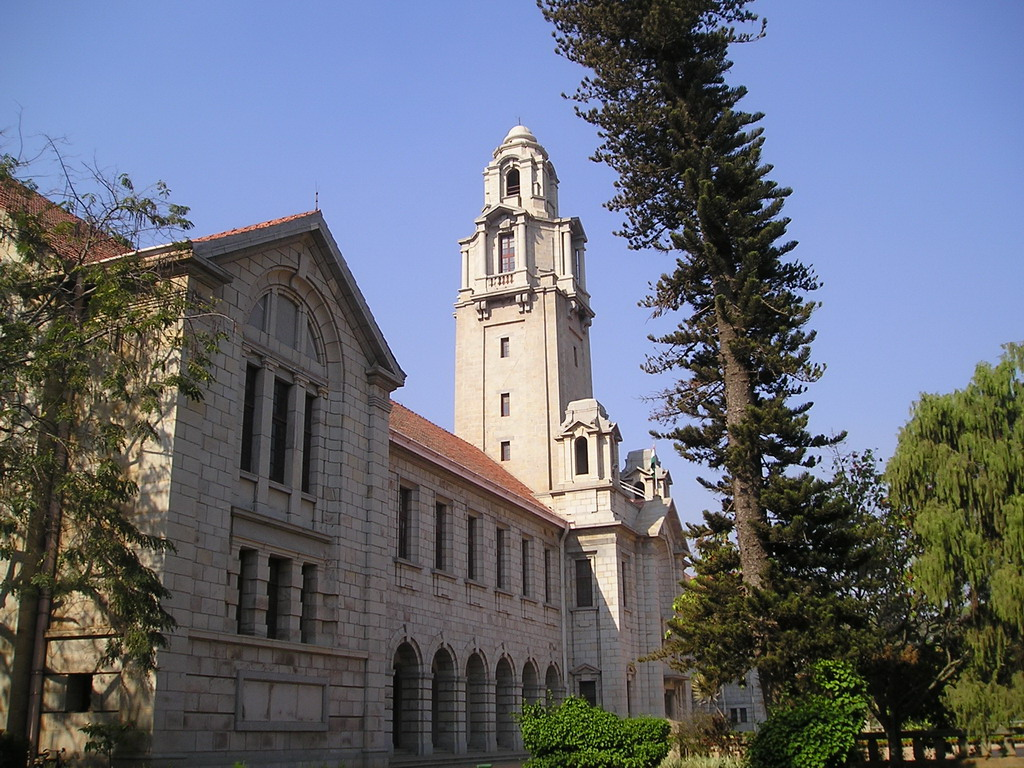
المعهد الهندي للعلوم هو أحد المعاهد الرائدة في الهند.

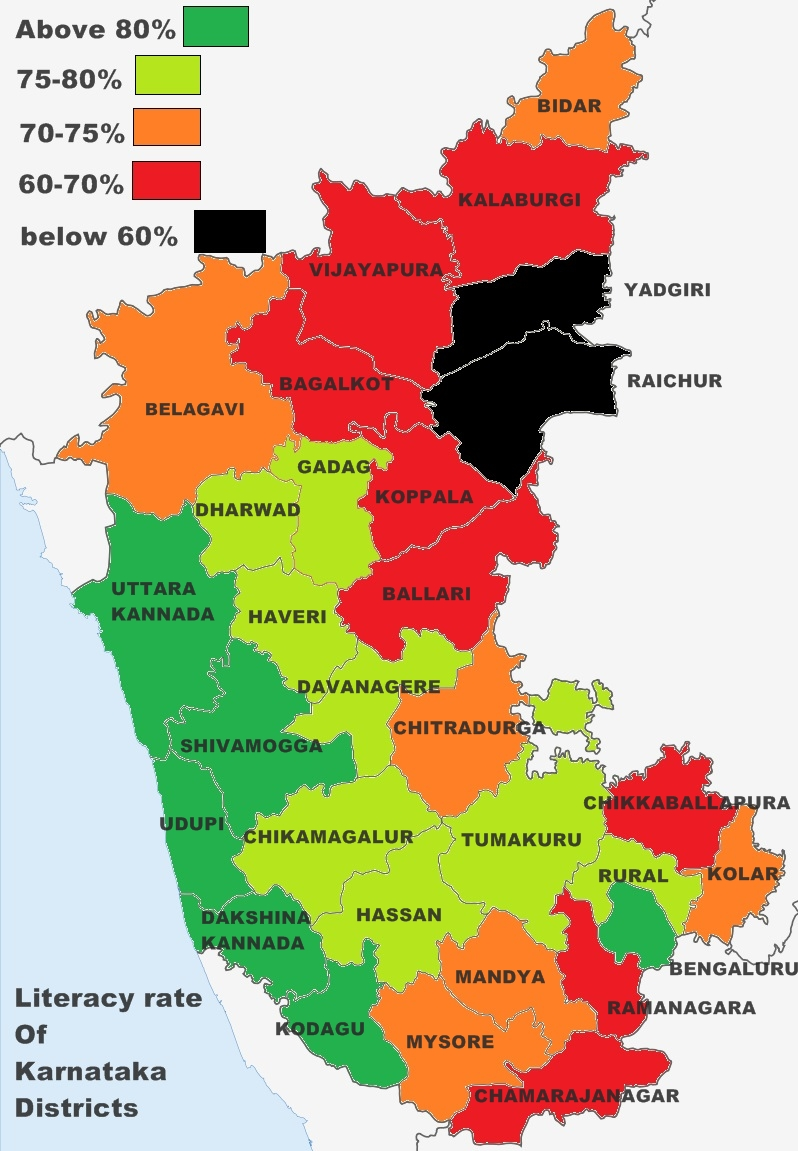
خريطة كرناتك حسب معدلات معرفة القراءة والكتابة

بلغ معدل معرفة القراءة والكتابة في ولاية كرناتك 75.60%، مع 82.85% من الذكور و68.13% من الإناث في تعداد 2011. صُنف المعهد الهندي للعلوم وأكاديمية مانيبال للتعليم العالي ضمن أفضل 10 جامعات في الهند حسب تصنيف NIRF 2020. الولاية موقع لبعض المؤسسات التعليمية والبحثية الرائدة في الهند مثل المعهد الهندي للإدارة في بنغالور والمعهد الهندي للتكنولوجيا في دهارواد والمعهد الوطني للصحة العقلية وعلم الأعصاب في بنغالور والمعهد الوطني للتكنولوجيا كرناتك في سوراثكال وكلية الحقوق الوطنية بجامعة الهند في بنغالور.
كان في كرناتك 54.529 مدرسة ابتدائية بها 252.875 معلمًا و8.495 مليون طالب و9498 مدرسة ثانوية بها 92.287 معلمًا و1.384 مليون طالبفي مارس 2006. هناك ثلاثة أنواع من المدارس في الولاية، وهي المدارس التي تديرها الحكومة والمدارس الخاصة المدعومة (تدعمها الحكومة ماليًا) والخاصة بدون دعم.
تقدم حكومة الولاية وجبة غذاء مجانية لجميع الطلاب لزيادة معدلات الحضور المدارس. يوجد في الولاية الجامعات التالية: جامعة بنغالور وجامعة راني تشاناما وبيلاجافي وجامعة جولبارجا وجامعة كارناتاك وجامعة كوفيمبو وجامعة مانجالور وجامعة ميسور. هناك 186 كلية هندسة و39 كلية طب و41 كلية طب الأسنان في الولاية. قررت الحكومة المركزية في عام 2015 إنشاء أول معهد هندي للتكنولوجيا في ولاية كرناتك. تدرس اللغتين التولو والكونكانية كمادة اختيارية في مقاطعتي داكشينا الكانادا وأودوبي.
أغلقت ولاية كرناتك مدارسها لمدة ثلاثة أيام في 9 فبراير 2022 بعدما حظرت المدارس التي تدعمها الإدارة الإقليمية الحجاب مما أدى إلى احتجاجات واسعة النطاق. بدأت جامعات أخرى في الولاية في حظر الحجاب بعدما قال الطلاب الهندوس، بدعم من الجماعات الهندوسية اليمينية، إنه إذا سمح بالحجاب في المدارس فيجب عليهم ارتداء شالات الزعفران. نصحت حكومة ولاية كرناتك الكليات في 5 فبراير 2022 بضمان عدم ارتداء الملابس التي تخل بالمساواة والنزاهة والقانون والنظام العام في دعم واضح للمدارس التي حظرت الحجاب.

## الإعلام
بدأت الصحف الكنادية في عام 1843 عندما نشر هيرمان موغلينج، وهو مبشر من بعثة بازل، أول صحيفة كنادية تسمى مانجالورو ساماتشارا في مانجالور. أسس كيه إن جوروسوامي شركة The Printers (Mysuru) Private Limited وبدأ في نشر صحيفتين هما Deccan Herald و Prajavani بعد وقت قصير من استقلال الهند في عام 1948. تعد تايمز أوف إينديا أكثر صحفية إنجليزية وVijaya Karnataka أكثر الكنادية مبيعًا بالولاية.
تحتل ولاية كرناتك مكانة خاصة في تاريخ الإذاعة الهندية. بدأ البروفيسور إم في جوبالاسوامي في ميسور في عام 1935 أول محطة إذاعية خاصة في الهند المسماة آكاشفاني. من أشهر البرامج الإذاعية هي Nisarga Sampada وSasya Sanjeevini التي بثتها إذاعة بنغالور، يدرسان العلوم من خلال الأغاني والمسرحيات والقصص، أشتهرها بشدة لدرجة ترجتمه إلى 18 لغة مختلفة وسجلته حكومة الولاية على أشرطة كاسيت ووزعته على آلاف المدارس في جميع أنحاء الولاية. شهدت ولاية كرناتك نموًا في قنوات راديو إف إم خاصة في مدن بنغالور ومانغالور وميسور، والتي أصبحت ذات شعبية كبيرة.

## الرياضة

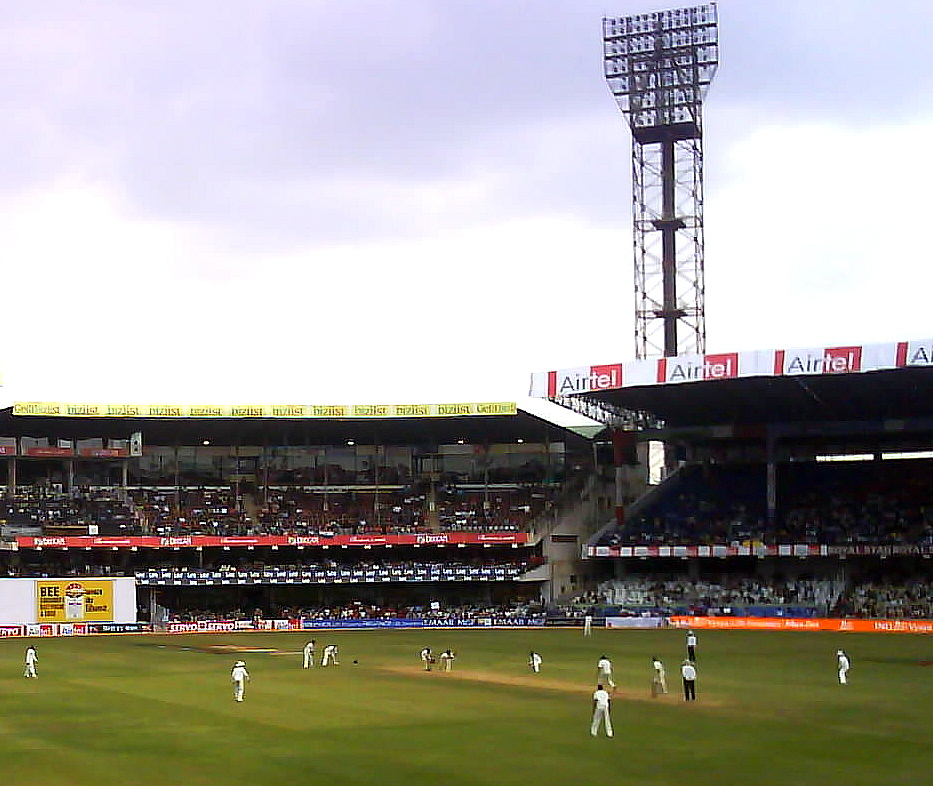
ملعب إم تشيناسوامي في بنغالور.

خرج الكثير من لاعب الهوكي من منطقة كوداجو، أصغر منطقة في ولاية كرناتك، مثلوا الهند على الساحة الدولية. يعد مهرجان كودافا للهوكي السنوي بالولاية أكبر بطولة للهوكي في العالم. يقع في بنغالور مركز رابطة محترفات التنس واستضافت في عام 1997 دورة الألعاب الوطنية الرابعة في الهند. توجد هيئة الرياضة الهندية، المعهد الرياضي الأول في البلاد، وأكاديمية نايكي للتنس أيضًا في بنغالور. يشار إلى ولاية كرناتك على أنها مهد السباحة الهندية بسبب اشتهار أهلها بها مقارنة بالولايات الأخرى
لعبة الكريكيت واحدة من الرياضات الأكثر شعبية في ولاية كرناتك، ففاز فريق الكريكيت التابع للولاية بكأس رانجي سبع مرات وهي في المرتبة الثانية بعد مومباي في عدد مرات الفوز. يستضيف ملعب تشيناسوامي في بنغالور بانتظام مباريات الكريكيت الدولية وهو أيضًا مركز الأكاديمية الوطنية للكريكيت التي افتتحت في عام 2000 لرعاية اللاعبين الدوليين المحتملين. شكل اللاعبون من الولاية في مبارة دولية في التسعينيات أغلبية المنتخب الوطني. كان يقام فيها دوري كرناتك الممتاز للكريكيت الذي أُقيم لمدة ثمانية مواسم حتى عام 2019 ثم استبدلت ببطولة Maharaja Trophy KSCA T20.
من بين الرياضيين البارزين من كرناتك بي إس شاندراسيخار وروجر بيني وإيس براسانا وأنيل كومبل وجافاجال سريناث وراهول درافيد وفينكاتيش براساد وروبن أوثابا وفيناي كومار وجوندابا فيشواناث وسيد كرماني وستيوارت بيني وك. إل. راهول ومايانك أغاروال ومانيش باندي وكارون ناير وأشويني بونابا وماهيش بوباثي وروهان بوبانا وبراكاش بادوكون الذي فاز ببطولة عموم إنجلترا لتنس الريشة في عام 1980 وبانكاج أدفاني الذي فاز بثلاثة ألقاب عالمية في الرياضات الرئيسية في سن العشرين وهي بطولة العالم للسنوكر للهواة في عام 2003 وبطولة العالم للسنوكر في عام 2003 وبطولة العالم للبلياردو عام 2005.
خرج من منطقة بيجابور بعضًا من أشهر راكبي الدراجات، أشهرهم كان بريمالاتا سوريبان الذي شارك في بطولة بيرليس المفتوحة 99 في ماليزيا. تقديرًا لراكبي الدراجات أنشأت حكومة الولاية مسارًا لركوب الدراجات في ملعب بي آر أمبيدكار بتكلفة 4 مليون روبية هندية (66٬000 دولار أمريكي).

## السياحة

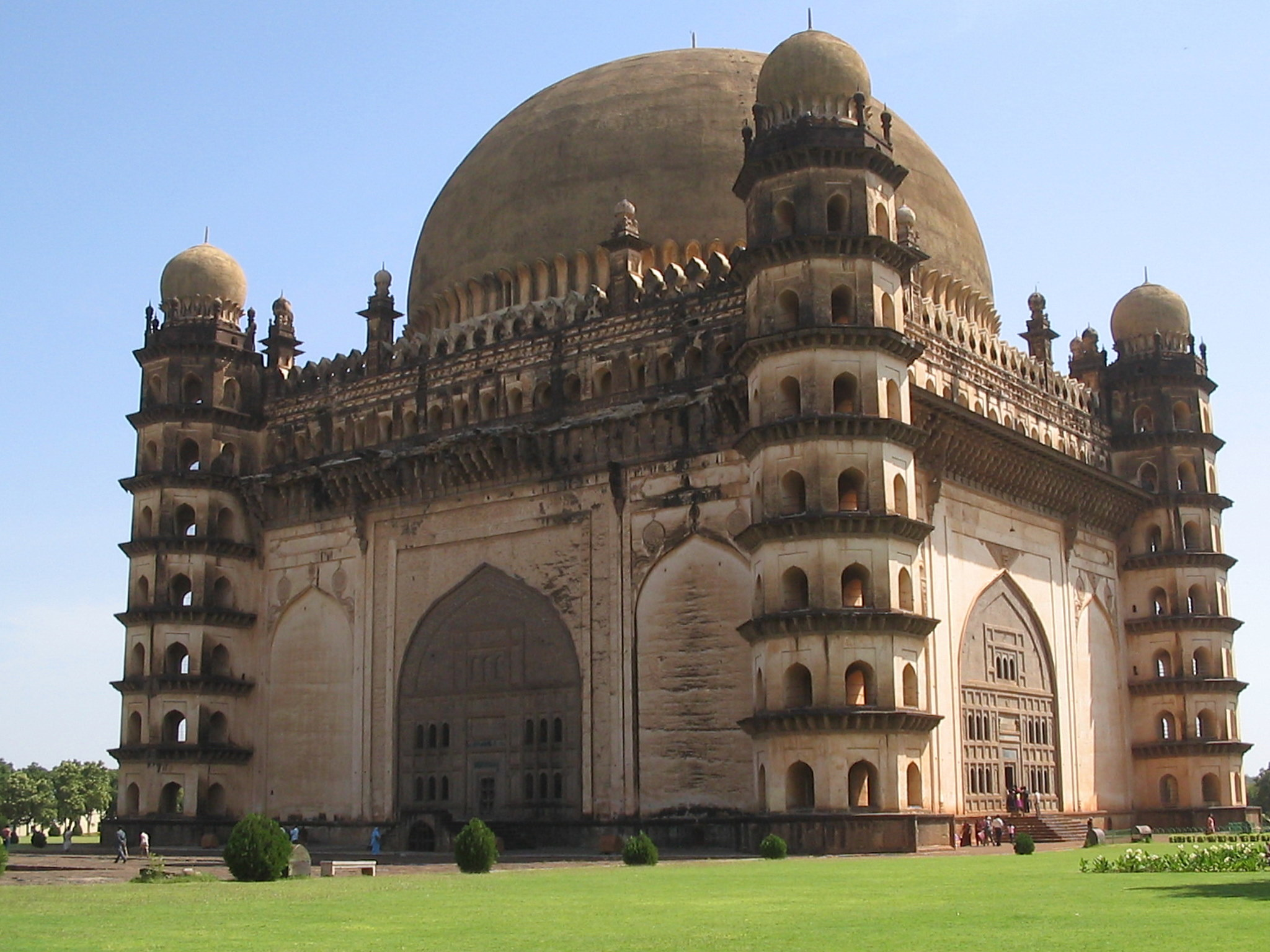
كول كنبد في بيجابور هي ثاني أكبر قبة مبنية في فترة ما بعد الحداثة بعد قبة آيا صوفيا البيزنطية.

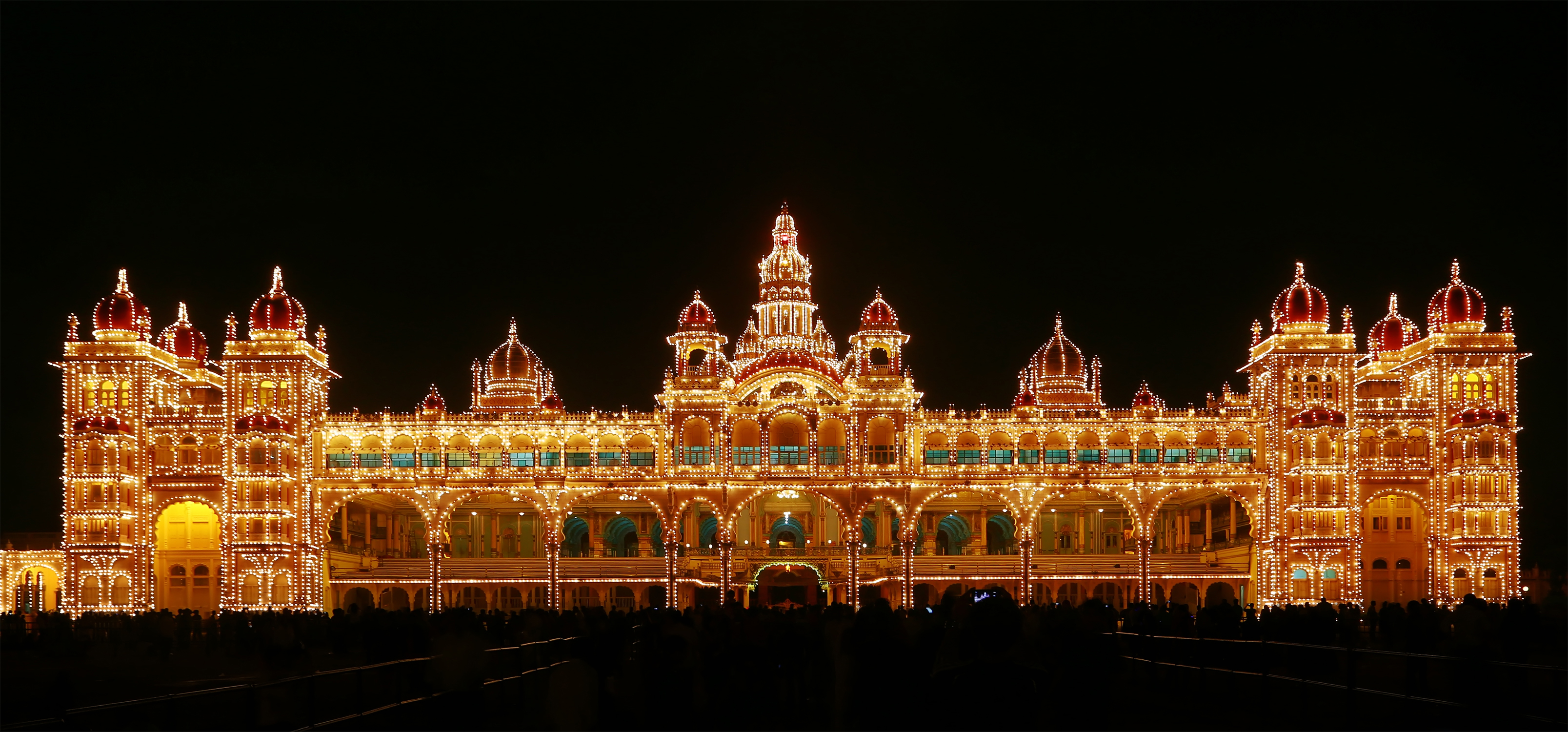
قصر ميسور في المساء وهو المقر الرئيس لأسرة ووديار حكام مملكة ميسور.

توجد في الولاية بحكم جغرافيتها المتنوعة وتاريخها الطويل العديد من المواقع الجاذبة للسياحة، فتوجد مجموعة من المعابد المنحوتة في الصخر وسلاسل التلال والغابات والشواطئ. صُنفت ولاية كرناتك على أنها الوجهة الرابعة الأكثر شعبية للسياحة بين ولايات الهند. في ولاية كرناتك ثاني أكبر عدد من الآثار الوطنية المحمية بعد ولاية أتر برديش، بالإضافة إلى 752 من المعالم الأثرية التي ترعاها مديرية الآثار والمتاحف بالولاية، و25 ألف أثر آخر بدون رعاية.
يوجد في ولاية كرناتك 25 محمية للحياة البرية وخمس حدائق وطنية من أشهرها منتزه بانديبورا الوطني وحديقة بانرغاتا الوطنية ومنتزه ناغارهولي الوطني. تعد أطلال إمبراطورية فيجاياناجارا في هامبي والمعالم الأثرية في باتاداكال أحد مواقع التراث العالمي لليونسكو وأيضا معابد هويسالا في بيلورو وهاليبيدو التي بنيت بالحجر الأملس. بالولاية كول كنبد وإبراهيم روزا أحد أشهر آثار سلطنات الدكن. تجتذب منليث جوماتيشوارا بهوبالي في شرافانابيلاجولا عشرات الآلاف من الحجاج خلال مهرجان ماهاماستاكابهيشيكا.
يعتبر البعض شلالات كرناتك وكودريموخ من بين 1001 من عجائب الدنيا الطبيعية. من الشلالات الأخرى المشهورة شلالات جوج وشلالات جوكاك وشلالات أونشالي وشلالات ماجود وشلالات آبي وشلالات شيفاناسامودرا.
من أشهر الشواطئ بها شواطئ مورودشوارا وجوكارنا ومالبي وكروار. بالإضافة إلى ذلك في العديد من الأماكن الدنينة المهمة ففيها معابد هندوسية مثل معبد أودوبي سري كريشنا ماثا الشهير ومعبد ماريكامبا في سيرسي ومعبد كولور موكامبيكا ومعبد سري مانجوناثا في دارماسثالا ومعبد كوكي سوبرامانيا ومعبد جاناردهانا وماهاكالي في أمبالبادي ومعبد شارادامبا في شرينجيري، ومن الأماكن اللينغياتية المقدسة كودالاسانغاما وباسافانا باجوادي. كانت الولاية معقل الديانة اليانية في أوائل العصور الوسطى ومن آثارها شرافانابيلاجولا ومدابيدري وكركلا. في الولاية كنيسة شيتيهالي الفرنسية المبنية على العمارة القوطية وهي موقع سياحي شهير.
أصبحت ولاية كرناتك مركزًا للسياحة العلاجية ففيها أكبر عدد من الأنظمة الصحية المعتمدة والعلاجات البديلة في الهند. تعالج المستشفيات في ولاية كرناتك حوالي 8000 سائح صحي كل عام.

## الثقافة
ساهمت الأعراق اللغوية والطوائف الدينية المتنوعة بشكل كبير في التراث الثقافي للولاية. للمسرح حضور في ثقافة شعب الولاية وتشتهر حركات مسرحية مثل نيناسام ورانغا شانكارا ورانغايانا وبرابهات كالافيدارو وكتاب مسرحيين مثل تي بي كايلاسام وبي في كارانث وكيه في سوبانا وبراسانا. أما الرقصات الشعبية فتشتهر فيراجاسي وكامسالي وكولاتا ودولو كونيثا. يشتهر في الولاية أسلوب ميسور في بهاراتاتيام وتتمتع بنغالور أيضًا بمكانة مرموقة باعتبارها واحدة من أهم مراكز بهاراتاتيام.
لكرناتك أيضًا تأثير في عالم الموسيقى الكلاسيكية الهندية فتنتشر الموسيقى الكارناتيكية في الولاية. ساهمت حركة هاريداسا في القرن السادس عشر بشكل كبير في تطوير موسيقى الكارناتيكية، يعرف بوراندارا داسا يُعرف باسم كرناتك سانجيتا بيتاماها (أبو الموسيقى الكارناتيكية).
يتميز الأدب الكنادي بمجموعة غنية وقديمة من الأدب الديني والعلماني فكتبت بها موضوعات دينية متنوعة مثل نصوص البورانا الجاينية والفاشاناس اللينغاياتية وهاريداسا ساهيتيا الفيشنوية. تشير الأدلة من النقوش العائدة لفترة أشوكا (حكم من 274 إلى 232 قبل الميلاد) إلى أن الأدب البوذي أثر على النص الكنادي وأدبه. يعود تاريخ نقش هالميدي وهو أقدم نص كامل مكتوب باللغة الكنادية إلى عام 450 م، في حين أن أقدم عمل أدبي موجود هو كافيراجامارجا الذي يعود إلى عام 850 م.
كان كوفيمبو، الشاعر والكاتب الكانادي الشهير الذي كتب جايا بهاراتا جانانيا تانوجيت نشيد ولاية كرناتك أول من حصل على جائزة كرناتك راتنا وهي أعلى جائزة مدنية تمنحها حكومة كرناتك. ظهر الأدب الكنادي بقوة على ساحة الأدب الهندي ففاز ثمانية كتب كنادي بجائزة جنانبيث أعلى تكريم أدبي في الهند. بالنسبة للغات الأخرى فأقد نص تولو باق هو نص تولو ماهابهاراتو الذي كتبه أرونابجا بخط تيغالاري.
أكبر احتفالات الولاية هو احتفال ميسور داسارا والذي يتميز بالاحتفالات الكبرى في ميسور. وثاني أهم مهرجان فيها احتفال بنغالور كاراجا في بنغالور.